# Claude Ruey

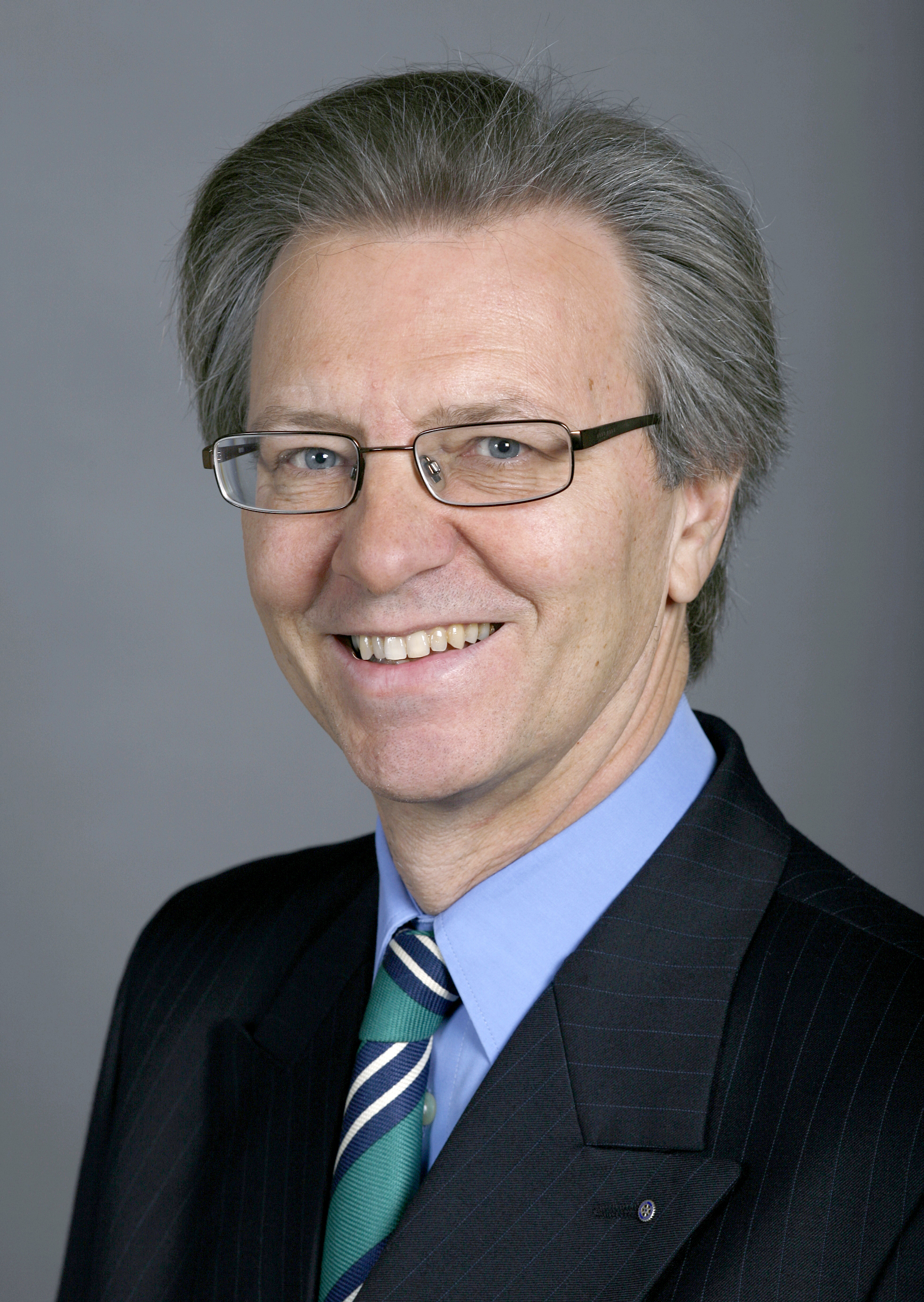
Claude Ruey (2007)

Claude Ruey (* 29. November 1949 in Nyon) ist ein Schweizer Politiker (FDP).
Der promovierte Jurist und Rechtsanwalt war von 1973 bis 1990 Mitglied der Legislative der Gemeinde Nyon und zwischen 1974 und 1990 Mitglied des Grossen Rats des Kantons Waadt. 1990 wurde er in den Staatsrat des Kantons Waadt gewählt, dem er bis 2002 angehörte. Seit den Wahlen 1999 bis Ende 2011 hatte er Einsitz im Nationalrat. Von 2002 bis im März 2008 war er Präsident der Liberalen Partei der Schweiz.
Ruey ist seit 2008 Präsident von ProCinema. Er ist Stiftungsratspräsident der Stiftung des Schlosses Chillon und war Präsident der Schweizerischen Pfadistiftung.
Er war 15 Jahre lang Mitglied des Stiftungsrates des Hilfswerks der Evangelisch-reformierten Kirche Schweiz (HEKS), davon die letzten 10 Jahre bis Ende 2017 als Präsident. Nachfolger wurde Walter Schmid.
Ruey ist verheiratet und Vater von zwei erwachsenen Kindern.